# Нардін (Оклахома)
Нардін (англ. Nardin) — переписна місцевість (CDP) в США, в окрузі Кей штату Оклахома. Населення — 43 особи (2020).

## Географія
Нардін розташований за координатами 36°48′15″ пн. ш. 97°27′0″ зх. д. / 36.80417° пн. ш. 97.45000° зх. д. (36.804091, -97.449868).  За даними Бюро перепису населення США в 2010 році переписна місцевість мала площу 2,69 км², уся площа — суходіл.

## Демографія
Згідно з переписом 2010 року, у переписній місцевості мешкали 52 особи в 25 домогосподарствах у складі 17 родин. Густота населення становила 19 осіб/км².  Було 40 помешкань (15/км²).
Расовий склад населення:
| - 82,7 % — білих - 5,8 % — корінних американців - 7,7 % — осіб інших рас |

До двох чи більше рас належало 3,8 %. Частка іспаномовних становила 15,4 % від усіх жителів.
За віковим діапазоном населення розподілялося таким чином: 15,4 % — особи молодші 18 років, 55,8 % — особи у віці 18—64 років, 28,8 % — особи у віці 65 років та старші. Медіана віку мешканця становила 55,0 року. На 100 осіб жіночої статі у переписній місцевості припадало 126,1 чоловіків;  на 100 жінок у віці від 18 років та старших — 131,6 чоловіків також старших 18 років.
Цивільне працевлаштоване населення становило 54 особи. Основні галузі зайнятості: транспорт — 85,2 %, мистецтво, розваги та відпочинок — 14,8 %.